# Saint-Chély-d’Aubrac
Saint-Chély-d’Aubrac (okzitanisch Sanch Èli) ist eine französische Gemeinde  mit 517 Einwohnern (Stand 1. Januar 2022) im Département Aveyron in der französischen Region Okzitanien (früher Midi-Pyrénées). Sie gehört zum Arrondissement Rodez und zum Kanton Aubrac et Carladez.

## Geografie
Saint-Chély-d’Aubrac liegt im Zentralmassiv im Gebiet der Landschaft Aubrac. Zur Gemeinde gehört auch der Weiler Aubrac, in dem sich das alte Kloster und Hospiz Dômerie d’Aubrac befand. Die Häuser stehen in einem Tal, durch das der Fluss Boralde de Saint-Chély-d’Aubrac fließt, der in Saint-Chély-d’Aubrac seinen Ursprung hat. An der Nordwestgrenze verläuft das Flüsschen Boralde de Condom, an der östlichen Gemeindegrenze der Mousseaux. Die nächsten französischen Großstädte sind Montpellier (133 km) im Südosten und Toulouse (161 km) im Südwesten. Das Gemeindegebiet gehört zum Regionalen Naturpark Aubrac. Saint-Chély-d’Aubrac liegt am Fernwanderweg GR 65, der weitgehend dem historischen Verlauf des französischen Jakobsweges Via Podiensis folgt.
Die Gemeinde ist Mitglied des länderübergreifenden Schutzgebietsystemes Natura 2000. 1995 wurde auf dem Gelände des ehemaligen Klosterkrankenhauses Domerie d’Aubrac ein botanischer Garten mit mehr als 500 thematisch nach Biotop angelegten Pflanzen, der Jardin botanique d’Aubrac, eröffnet.

## Geschichte
Der Name Saint-Chély-d’Aubrac erinnert an den heiligen Eligius von Noyon, dem das Kloster geweiht war, das im späten 11. Jahrhundert hier gegründet wurde. Das Kloster wurde jedoch schon bald der Abtei Saint-Victor de Marseille unterstellt und mit der Dômerie d’Aubrac zusammengeführt. Seither tragen Fahne und Wappen von Saint-Chély-d’Aubrac das achteckige Kreuz der Ordensritter und die Jakobsmuschel.
Der Ort wurde 1385 von umherziehenden Banden fast vollständig zerstört und erst Jahre später wieder aufgebaut.

### Bevölkerungsentwicklung
Über die Jahrhunderte gesehen ist die Bevölkerungszahl rückläufig, ihren Höchstwert hatte sie mit 3326 Einwohnern im Jahr 1831.
| Jahr      | 1793 | 1806 | 1821 | 1846 | 1901 | 1936 | 1962 | 1968 | 1975 | 1982 | 1990 | 1999 | 2008 | 2009 | 2014 | 2019 | 2020 |
| Einwohner | 1638 | 3253 | 3326 | 1994 | 1632 | 1149 | 820  | 726  | 606  | 556  | 547  | 532  | 549  | 551  | 544  | 521  | 518  |

## Klima
|                        | Jan | Feb | Mär | Apr | Mai | Jun | Jul | Aug | Sep | Okt  | Nov | Dez |   |      |
| Mittl. Temperatur (°C) | 1   | 3   | 5   | 7   | 11  | 15  | 18  | 17  | 15  | 10,5 | 5   | 2   | ⌀ | 9,2  |
| Mittl. Tagesmax. (°C)  | 5   | 7   | 9   | 12  | 16  | 21  | 24  | 23  | 20  | 15   | 9   | 6   | ⌀ | 14   |
| Mittl. Tagesmin. (°C)  | −2  | −1  | 0   | 3   | 6   | 10  | 12  | 11  | 9   | 6    | 1   | −1  | ⌀ | 4,5  |
|                        |     |     |     |     |     |     |     |     |     |      |     |     |   |      |
| Niederschlag (mm)      | 76  | 72  | 70  | 79  | 102 | 76  | 58  | 79  | 76  | 93   | 76  | 79  | Σ | 936  |
|                        |     |     |     |     |     |     |     |     |     |      |     |     |   |      |
| Regentage (d)          | 15  | 13  | 14  | 15  | 16  | 13  | 10  | 11  | 10  | 12   | 13  | 14  | Σ | 156  |
|                        |     |     |     |     |     |     |     |     |     |      |     |     |   |      |
| Luftfeuchtigkeit (%)   | 72  | 71  | 65  | 65  | 65  | 56  | 44  | 49  | 50  | 61   | 71  | 75  | ⌀ | 61,9 |

| −2 |

| −1 |

| 0 |

| 3 |

| 6 |

| 10 |

| 12 |

| 11 |

| 9 |

| 6 |

| 1 |

| −1 |

| −2 |

| −1 |

| 0 |

| 3 |

| 6 |

| 10 |

| 12 |

| 11 |

| 9 |

| 6 |

| 1 |

| −1 |

## Verkehr
Der nächstgelegene Verkehrsflughafen ist der Flughafen Rodez-Aveyron südwestlich von Saint-Chély-d’Aubrac. Er wird unter anderem von Air France und von Ryanair angeflogen. Über die D988 und D987 oder D987 ist er nach ungefähr 60 Straßenkilometern zu erreichen. Die nächste Bahnstation befindet sich in Aumont-Aubrac. Sie ist rund 40 Straßenkilometer entfernt und in östlicher Richtung über die D987 zu erreichen. Saint-Chély-d’Aubrac liegt an der D553, die von der D987 bei Aubrac abzweigt, zwischen Nasbinals im Nordosten und Saint-Côme-d’Olt, welches in südwestlicher Richtung im Lot-Tal liegt.

## Jakobsweg (Via Podiensis)
Saint-Chély-d’Aubrac liegt an der Via Podiensis, einem der vier historischen Jakobswege in Frankreich. So ist auch die Jakobsmuschel Teil des Kommunalwappens. In Saint-Chély-d’Aubrac gibt es neben der Touristinformation ein Hotel, Restaurants, sowie für Pilger mehrere Etappenherbergen (französisch: Gîte d’étape). Von hier aus führt der Jakobsweg über Wald- und Feldwege 400 Höhenmeter hinunter ins Tal des Lot. Die nächste größere Ortschaft ist Saint-Côme-d’Olt, am Lot gelegen. Dorthin führt als direkte Straßenverbindung die etwa einen Kilometer nördlich verlaufende D987.

## Sehenswürdigkeiten
- Pont des Pèlerins: Brücke über die Boralde de Saint-Chély-d’Aubrac aus Kalksandstein, im 16. Jahrhundert anstelle eines älteren Bauwerks errichtet, darauf ein Kreuz mit dem gekreuzigten Jesus auf der Vorderseite und Maria mit dem Jesuskind auf der Rückseite; am Schaft ein betender Jakobspilger. Die Brücke wurde von der UNESCO 1998 als Teil der Welterbestätte in die Liste des  aufgenommen. Sie wurde außerdem am 10. August 2005 als Monument historique eingetragen.[4]
- romanische Klosterkirche Saint-Éloy aus dem 12. Jahrhundert
- schmiedeeisernes Kreuz aus dem 17. Jahrhundert

## Veranstaltungen
Von 2001 bis 2011 fand in Saint-Chély-d’Aubrac im Salle des fêtes ein jährliches internationales Schachturnier statt. Die Gewinner waren: 2001 GM Glenn Flear, 2002 GM Glenn Flear, 2003 GM Milko Poptschew, 2004 GM Manuel Apicella, 2005 GM Michail Iwanow, 2006 GM Jean-Marc Degraeve, 2007 GM Jean-Marc Degraeve, 2008 GM Jean-Marc Degraeve, 2009 IM Jean-Noël Riff, 2010 GM Jean-Marc Degraeve und 2011 IM Jean-Noël Riff.